# Georg Stahl
Georg Stahl (Potsdam, 22 oktober 1907 – Buchholz (Aller), 17 oktober 1969) was een Duits componist en dirigent.

## Levensloop
Stahl werd in 1926 lid van de militaire kapel van het 17e Infanterie-Regiment in Göttingen. Daarna wisselde hij in het Infanterie-Regiment 9 in Potsdam. Van 1933 tot 1936 studeerde hij aan de Hochschule für Musik in Berlijn en studeerde af als Musikmeister. Aansluitend werd hij kapelmeester van de militaire kapel van het Infanterie-Regiment Nr. 103 in Erfurt en daarna van het Infanterie-Regiment Nr. 86 in Mühlhausen (Thüringen). Na de Tweede Wereldoorlog kwam hij in een militair muziekkorps van de Bundeswehr terug; eerst in München en dan in Bonn. Sinds 1962 was hij chef-dirigent van het Heeresmusikkorps 3 in Lüneburg. In 1968 ging hij met pensioen.

## Composities

### Werken voor harmonieorkest
- 1936 Schwarzbraun ist die Haselnuß
- Frisch voran!
- Gut Schuss!
- Schützen-Präsentiermarsch